# South Brisbane
South Brisbane är en del av en befolkad plats i Australien. Den ligger i kommunen Brisbane och delstaten Queensland, nära delstatshuvudstaden Brisbane. Antalet invånare är 60 000.
Runt South Brisbane är det mycket tätbefolkat, med 1 573 invånare per kvadratkilometer.. Närmaste större samhälle är Brisbane, nära South Brisbane.
Runt South Brisbane är det i huvudsak tätbebyggt. Genomsnittlig årsnederbörd är 1 424 millimeter. Den regnigaste månaden är januari, med i genomsnitt 275 mm nederbörd, och den torraste är oktober, med 21 mm nederbörd.